# Sống khác
Sống khác là một chương trình truyền hình thực tế được phát sóng lần đầu vào lúc 19h50 ngày 31 tháng 01 năm 2012 trên VTV6. Sống khác đem đến cho bạn trẻ và khán giả truyền hình cơ hội trải nghiệm một môi trường sống mới với những cảm giác mới lạ, những thay đổi khác biệt hoàn toàn với những gì quen thuộc mà cuộc sống hàng ngày họ đang sống. Mỗi chương trình có một bạn trẻ, hay còn gọi là một nhân vật, tham gia trải nghiệm, và họ sẽ chia sẻ với người xem những suy nghĩ, những cảm nhận rất thực về những gì cuộc sống trải nghiệm đã dạy cho họ.Các công việc trải nghiệm chương trình đã lên sóng là làm phu gạch, rửa xe ôtô, rửa bát thuê, đánh giày, hát rong, bán dạo, làm bốc vác ở Long Biên, chăm sóc bò sữa nông trại ở Ba Vì,...

## Thể lệ tham gia
- Độ tuổi từ 18 đến 23;
- Những trải nghiệm có thể là thay đổi về công việc, chỗ ở hoặc đổi gia đình…

## Đơn vị thực hiện
Ban Thanh thiếu niên VTV6 - Đài truyền hình Việt Nam